# Koryal, Aurad
Koryal là một làng thuộc tehsil Aurad, huyện Bidar, bang Karnataka, Ấn Độ.